# Masovni otvoreni onlajn kurs
Masovni otvoreni onlajn kurs (engl. Massive open online course; MOOC) je online kurs ima za cilj neograničen otvoreni pristupa preko weba. To je model za isporuku sadržaja, učenja na mreži za bilo koga, ko želi da pohađa kurs, bez ograničenja na prisustvo. Pored tradicionalnih materijala za kurs, kao što su video zapisi, pisani materijali...
MOOC pruža interaktivne korisničke forume koje pomažu izgradnju zajednica za studente, profesore i asistente.

### Kratka istorija
Pre digitalnog doba, učenje na daljinu pojavio u obliku kurseva korespondencije. Emitovanje kurseva i ranih oblika e-učenja.
Mogućnost besplatnog unapređenja znanja na akademskom nivou putem interneta smatra se najvažnijom inovacijom u obrazovanju u poslednjih 200 godina.

## MOOC tehnologije
Masovni besplatni internet kursevi su u većoj meri dostupni od 2012. godine. Sve je počelo konceptom besplatnih predavanja, odnosno praksom najprestižnijih univerziteta da omoguće slobodan pristup snimcima predavanja i nastavnim materijalima svojih najboljih profesora. Zatim je ovaj koncept zaokružen dodavanjem onih elemenata akademskih kurseva koji su nedostajali: testova, laboratorijskih vežbi, ispita, studentske zajednice i sertifikata. Time je došlo do faktičkog prenosa na internet celine onih kurseva koji studenti na kampusima najprestižnijih univerziteta plaćaju stotine hiljada dolara i njihove dostupnosti za sve one koji imaju pristup računaru i internetu.
Neki od najpoznatijih američkih univerziteta (MIT, Stanford, Jejl, Harvard) su 2012. godine pokrenuli projekat besplatnih internet kurseva s namerom da obezbede mogućnost pristupa kvalitetnim obrazovnim sadržajima za što veći broj ljudi širom planete, ali i da steknu isksutvo i unaprede sopstvene nastavno naučne procese i dodatno izgrade prestiž svojih institucija. Danas besplatne internet kurseve nudi veliki broj prestižnih univerziteta iz gotovo svih zemalja sveta na velikom broju jezika. Pored engleskog, dostupni su kursevi i na francuskom, nemačkom, ruskom, kineskom i drugim jezicima viskoškolskih ustanova iz zemalja u kojima se ovi jezici govore, a sve više je kurseva za koje su obezbeđeni titlovi sa prevodom na više jezika, uključujući i srpski. Istraživanja pokazuju da danas više od 50% korisnika besplatnih internet kurseva dolazi iz zemalja van SAD. Najbrojniji korisnici kurseva su iz zemalja u razvoju koje se bore sa ekonomskim problemima i koje izdvajaju veoma ograničena sredstva za obrazovanje, kao i oni koji već imaju diplomu osnovnih studija, a koji žele da unaprede svoja znanja i veštine. Danas se u stručnim krugovima vode velike polemike oko budućnosti visokog obrazovanja i uloge koju besplatni internet kursevi imaju u njoj.
Tehnologija za MOOC se zasniva na jednostavnim otvorenim internet platformama. Većina MOOCs se isporučuju putem online videa.
Oni zahtevaju saradnju mnogih ljudi, uključujući snimatelje, dizajnere, IT stručnjake i specijaliste za platforme. Sve u svemu ovi kursevi zahtevaju mnogo više rada za proizvodnju, od jednostavnog kursa. univerzitetu, koji bi mogao da bude jedan profesor i možda nekoliko asistenata, dostižući maksimum 100-300 student. Ipak, jednom proizveden, njegove mogućnosti su ogromne. Jedan profesor može dostići hiljade studenata odjednom.

MOOCs takođe zavisi od toga da li ima pristup pouzdanim Internet vezama velike brzine i Internet pretraživačima koji omogućavaju deljenje medijskog sadržaja. Zbog moći današnjih servera, praktično neograničen broj ljudi može da se upiše u toku. Većina kurseva uključuju profesora ili instruktora koji govore pred kamerom i predavanja prate animacija ili PowerPoint slajdovi. Nivo sofisticiranosti nastave varira.
Ključna razlika između MOOCs i jednostavnog obrazovanog videa je da MOOCs obično imaju neki oblik procene. U suštini postoje dva načina procene dešava .
```
Jedan je završetak 
kvizova
 i 
testova
 višestrukog izbora. Druga je procena vršnjaka, posebno za pisanje aktivnosti. S obzirom na hiljade studenata koji se prijave za ove kurseve, ocenjivanje od strane instruktora nije uvek praktično. Vršnjačka procena pomaže da se ublaži taj problem. Ali procena vršnjaka nije bez kontroverzi. Postoje pitanja o kvalitetu ocenjivanja i kako pomoći. Pored MOOCs, tu su 
BOOCs
,
DOCCs
, 
SPOC
. Svaka podrazumeva drugačiju vrstu strukturnog modela za obrazovanje i nivo otvorenosti.
```

### Šta čini ove kurseve toliko različitim?
Online kursevi su dostupni već duže vreme. Razlikuje ih činjenica da je ovo pravo iskustvo kursa. Počinje određenog dana, i studenti gledaju video snimke na nedeljnoj bazi i rade domaće zadatke. Ovo su pravi domaći zadaci za pravu ocenu, sa pravim rokom. Na kraju kursa, studenti dobijaju sertifikat. Oni mogu da predstave taj sertifikat svojem poslodavcu i time dobiju bolji posao.

#### Samoobrazovanje
Samoobrazovanje je poseban vid obrazovanja koji se ostvaruje spostvenim naporom i po pravilu bez neposredne pomoći drugih ljudi. U 21.veku uz neverovatno razvijene tehnologije, klasično obrazovanje sve više i više gubi svoj smisao u onom obliku kako je funkcionisalo pre 30 i više godina. Naime, zahvaljujući pristupu svim mogućim informacijama i literaturi, danas su učenici i studenti u mogućnosti da bez problema znaju i saznaju više i od njihovih profesora. Danas svako ima mogućnost da uči više, brže i bolje. Stranice poput wikipedie, ted-a i drugih neverovatno su dobro sredstvo za učenje, a pored njih postoji i more drugih stranica koje nam nude besplatnu literaturu, ali i omogućavaju da slušamo i gledamo neke od najboljih profesora i predavača na svetu, sve to besplatno i u kućnoj atmosferi.
Pored raznih stranica koje pored drugih stvari nude i edukativne materijale za samoobrazovanje, postoje i stranice koje su specijalizovane samo za tu svrhu. Te stranice nude mooc-ove. Ti kursevi obično imaju ograničen rok u kojem su dostupni (npr. www.edx.org), iako postoje i web stranice koje nude određene kurseve kad god želite da učite preko njih. Primjer takve je www.alison.com.
Pored ovih, postoje još mnoge druge, a to su:
- FutureLearn
- MOOC-Ed
- NovoEd
- OpenLearning
- Stanford Online
- Canvas.net
- CourseSites
- Coursera
- Open2Study
- Udacity
- Udemy
- Universarium
- edX

## Iskustvo i povratne informacije
Do oktobra 2013, Coursera upis nastavlja da raste, prevazilazi 5 miliona, dok je edx nezavisno dostigao 1,3 miliona.
Naravno i titulu "Azijskog prvog MOOCa" koji je održan u Hong Konga Univerzitetu za nauku i tehnologiju – Coursera je počela u aprilu 2013. sa registrovanih 17.000 [student|studenata].
Oko 60% su bili iz "bogatih zemalja" sa većim delom ostalih zemalja sa srednjim prihodima u Aziji, Južnoj Africi, Brazilu ili Meksiku. Manje učenika je bilo upisanih u oblasti gde je više ograničen pristup internetu, a studenti iz Narodne Republike Kine mogu biti obeshrabreni Vladom kineske politike.
Prema Stenford Univerzitetu studija opštije grupe studenata "aktivnih učenika" - svako ko je učestvovao ne samo registrovanje – utvrđeno je da od 64% srednjoškolaca aktivnih učenika bili su muškarci, a 88% su bili muškarci prediplomskih i postdiplomskih studija.
U 2013, hronika visokog obrazovanja među 103 ispitana profesora koji su učili MOOCs. Tipičan profesor proveo više od 100 sati na svom MOOC pre nego što je počeo, tako da snima [video] i onlajn predavanja kao i druge pripreme. Profesori su provodili 8-10 časova nedeljno na kursu, uključujući i učešće u diskusionim forumima.
U proseku su: 33.000 učenika upisana; 2.600 prolazi kroz kurs; i 1 asistent pomaže sa časovima. 74% na časovima koristi automatsko ocenjivanje, a 34% koristi vršnjačko ocenjivanje. 97% instruktora koristi originalne video snimke , dok 75% koristi otvorene obrazovne resurse i 27% koristi druge resurse. 9% treba i fizički udžbenik i 5% potrebno e-knjigu.

## Izazovi i kritike
Izazovi i kritike MOOC Vodič nabraja 5 mogućih izazova za zajednički stil i učenje uz pomoć MOOCs:
1. Učesnici moraju da stvore sopstveni sadržaj
2. Digitalna pismenost je neophodna
3. Vreme i napor zahtevaju se od učesnika
4. To je organski, što znači kurs će preuzme na sopstvenoj putanji (moraš da pusti).
5. Učesnici moraju samostalno da uređuju i postavljaju svoje ciljeve

## Spoljašnje veze
- Масовни отворени онлајн курсеви - LibGuides
- MOOC Архивирано на веб-сајту  (20. мај 2014)
- O MOOC-u
- Šta je MOOC?/What is MOOC?

## Literatura
- Wolfe, C., & Wolfe, C. R. (2001). Learning and teaching on the world wide web. San Diego, Calif. ; London: Academic.
- Open Education Europa
- The College of St. Scholastica, "Massive Open Online Courses Архивирано на веб-сајту  (14. јул 2014)
- TED talks about MOOC